# Takumi Yamazaki
Takumi Yamazaki (山崎 たくみ, Yamazaki Takumi), né Isao Yamazaki (山崎 功, Yamazaki Isao), nascido em 14 de abril, 1964) é um seiyū que nasceu em Tóquio.

## Papéis notáveis

### Anime/OVA
- Wiseman e Harald Hoerwick em .hack
- Naobi/Yata em .hack//Roots
- Doctor West em Demonbane
- Hanemaru em Flame of Recca
- Bansai Kawakami em Gintama
- George de Sand em G Gundam
- Roybea Loy em Gundam X
- Incognito em Hellsing
- Juromaru e Kageromaru em InuYasha
- Seiuchin em Kinnikuman Nisei
- Isamu Alva Dyson em Macross Plus
- Ferio em Magic Knight Rayearth
- Tatsuhiko Shido em Nightwalker
- Izawa em Ping Pong Club
- Conrad em Rune Soldier
- Mu de Áries em Saint Seiya (somente numa OVA)
- Hades (episódio 1 de Saint Seiya The Hades)
- Kunihiko Kimishima em s-CRY-ed
- Haruo Niijima em Shijō Saikyō no Deshi Kenichi
- Jillas Jillos Jilles em Slayers TRY
- Miki em Initial D

### Jogos eletrônicos
- Yata em .hack//G.U.
- Joe Hayakawa em Final Fantasy: Unlimited
- Young Ocelot em Metal Gear Solid 3: Snake Eater e Metal Gear Solid: Portable Ops
- Lemres em Puyo Puyo Fever 2
- Archibald Grimms em Super Robot Wars Original Generations
- Emperor Peony IX em Tales of the Abyss
- Tilkis Barone em Tales of the Tempest
- Leinors em Tales of Destiny (remake para PS2)
- Hayato Nekketsu na série Rival Schools
- Marin Reigan em Super Robot Wars Z

### Outras dublagens
- O Frango na versão japonesa dublada de Cow and Chicken
- Phillip na versão japonesa dublada de South Park